# Mileniul al III-lea
Mileniul al III-lea este perioada de timp care, conform calendarului gregorian, a început la 1 ianuarie 2001 și se va termina la 31 decembrie 3000.

## Evenimente

### Secolul al XXI-lea

#### Anii 2000
Vedeți: 2000 • 2001 • 2002 • 2003 • 2004 • 2005 • 2006 • 2007 • 2008 • 2009

#### Anii 2010
Vedeți: 2010 • 2011 • 2012 • 2013 • 2014 • 2015 • 2016 • 2017 • 2018 • 2019

#### Anii 2020
Vedeți: 2020 • 2021 • 2022 • 2023 • 2024 • 2025 • 2026 • 2027 • 2028 • 2029

### Secolul al XXII-lea
După estimările demografice, populația umană a planetei va fi de 11,2 miliarde de locuitori, iar Africa va fi cel mai populat continent după anul 2100.
În cartea „Viitorul umanității” (2018), futuristul și fizicianul Michio Kaku susține că terraformarea planetei Marte, construirea unui lift spațial și călătoriile interstelare către cele mai apropiate stele și exoplanete, precum și metodele pentru prelungirea vieții umane prin inginerie genetică, nanotehnologie și transferului conștiinței umane în mașinării  ar putea fi realizabile în secolul 22. Omenirea ar putea atinge stadiul de civilizație de tip 1 pe scara Kardashev abia în următorul secol.  . El a mai declarat: „Până în anul 2100, destinul nostru este să devenim asemenea zeilor la care ne-am închinat și de care ne-am temut cândva. Dar instrumentele noastre nu vor fi baghete și poțiuni magice, ci știința computerelor, nanotehnologiei, inteligenței artificiale, biotehnologiei și, mai ales, teoria cuantică”. 

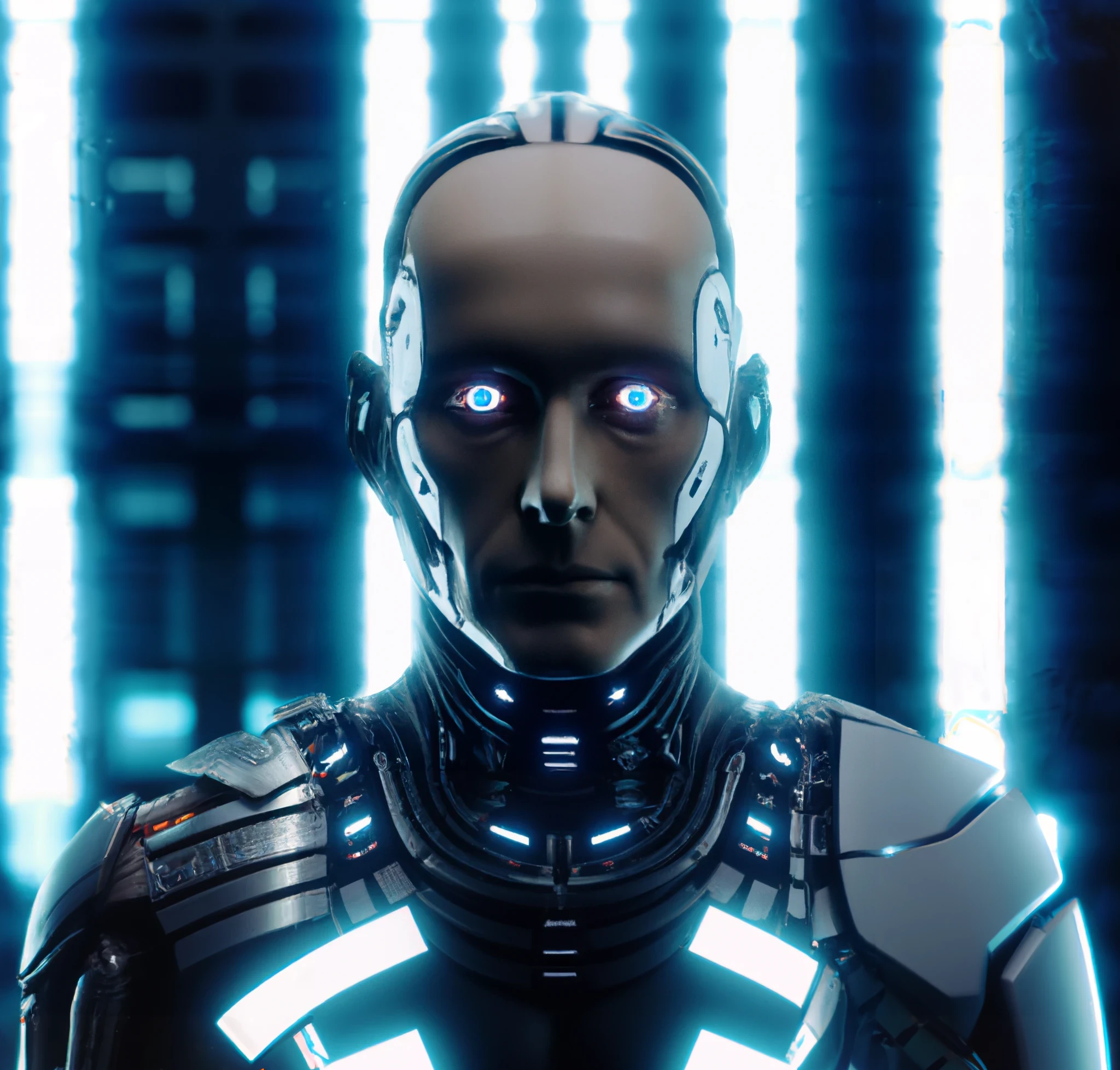
Yuval Noah Harari despre transumanism în cartea „Homo Deus: A Brief History of Tomorrow” (2015): „căutând fericirea și nemurirea, oamenii încearcă de fapt să se transforme în zei. Portret de cyborg - imagine generată de inteligența artificială (DALL-E)

Autorul și istoricul israelian Yuval Noah Harari scrie în cartea „Homo Deus: A Brief History of Tomorrow” (2015) că oamenii, „căutând fericirea și nemurirea, încearcă de fapt să se transforme în zei  prin trei căi: ingineria biologică, ingineria cyborg (îmbinarea corpului organic cu dispozitive non-organice) și tranziția totală către statutul de ființă non-organică, în care oamenii transformați în ființe sintetice sau forme de viață non-organică dotate cu inteligența artificială vor putea mai ușor să colonizeze planete extraterestre, fără limitările chimiei organice”. 
Autorul avertizează că specia Homo Sapiens s-ar putea confrunta cu o extincție similară cu cea a oamenilor de Neanderthal de acum 30.000 ani, când s-au aflat într-o cursă strânsă cu strămoșii omului modern pentru resurse și hrană la finalul ultimei ere  glaciare:
„La începutul secolului XXI, trenul progresului iese din nou din gară și acesta va fi probabil ultimul tren care va părăsi vreodată stația numită Homo Sapiens. Cei care pierd acest tren nu vor mai avea  o a doua șansă. Pentru a obține un loc în ea, trebuie să înțelegeți tehnologia secolului XXI și, în special, puterile biotehnologiei și ale algoritmilor informatici (...). Într-adevăr, va fi mai mare decât decalajul dintre Sapiens și Neanderthalieni. În secolul XXI, cei care călătoresc pe trenul progresului vor dobândi abilități divine, în timp ce cei rămași în urmă se vor confrunta cu dispariția”. 
Fizicianul Stephen Hawking, teoretician al originii universului și unul dintre cei mai mari cosmologi, a avertizat că oamenii vor trebui „să colonizeze o altă planetă în decurs de 100 de ani sau se vor confrunta cu o extincție cauzată de schimbările climatice, inteligența artificială, impactul unui asteroid, pandmeie sau suprapopulare”. 

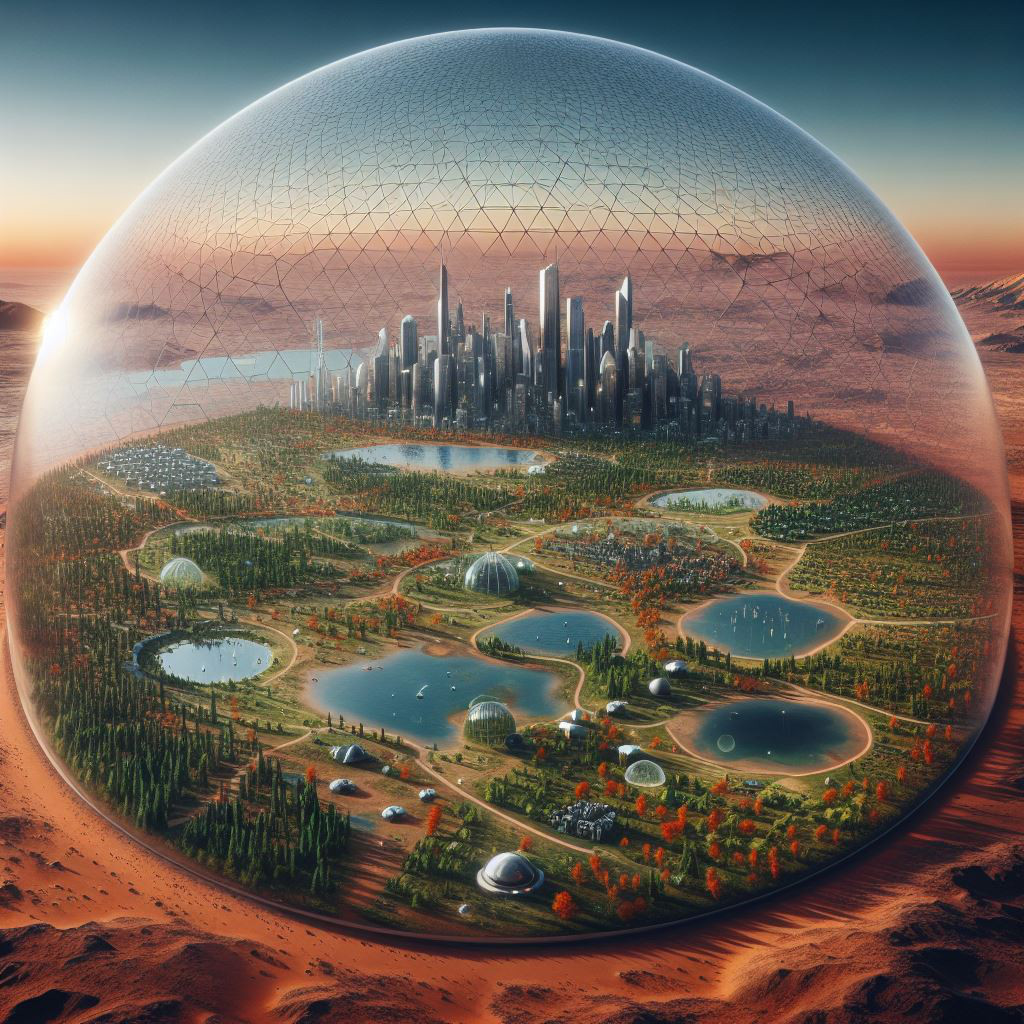
Michio Kaku susține că terraformarea planetei Marte și călătoriile interstelare vor fi posibile în secolul 22. Oraș marțian - imagine artistică generată de AI.

Și afaceriștii din industria big tech au făcut predicții. 
Elon Musk, fondatorul companiilor SpaceX și Tesla, și de asemenea, directorul platformei X, crede că majoritatea oamenilor vor fi hibrizi bionici sau „cyborgi” cu organe și membre artificiale. Își vor putea descărca informația din creier în computere.
Fondatorul companiei Microsoft, Bill Gates, a declarat că dacă s-ar întâlni cu un călător în timp care a venit din anul 2100 în prezent, nu l-ar întreba despre viitorul familiei sale sau soarta companiei Microsoft, ci dacă inteligența artificială a contribuit la bunăstarea umană. La un episod al podcastului său, Unconfuse Me, din februarie 2024, filantropul miliardar a insistat că l-ar întreba pe călătorul în timp dacă „omenirea prosperă”. 
Mark Zuckerberg, directorul executiv al companiei Meta și creatorul platformei Facebook, și soția sa, dr. Priscilla Chan, au declarat că intenționează „să vindece sau să prevină toate bolile umane până în anul 2100, în timpul vieții copiilor noștri, printr-o mai bună înțelegere a modului în care funcționează celula umană”.  
Institutul global de sănătate de la Universitatea din Wisconsin-Madison a estimat că temperatura globală medie va crește cu 6 grade Celsius până în anul 2100. Cercetătorii de la Climate Interactive  au stabilit că angajamentele țărilor din întreaga lume privind reducerea emisiilor de la acordul climatic semnat la Paris în 2015 vor face ca planeta să se încălzească cu 6,3 grade până la sfârșitul secolului în loc cu 8 grade (numai dacă angajamentele vor fi onorate). Chiar și așa, experții spun că nu este o veste îmbucurătoare - ei estimează o creștere a bolilor infecțioase și poate amenința siguranța alimentării cu apă în secolul următor. 
Pe plan geopolitic, George Friedman preconizează în cartea sa „The Next 100 Years: A Forecast for the 21st Century” că Statele Unite ale Americii vor rămâne unica superputere după prăbușirea Federației Ruse, fragmentarea Republicii Populare Chineze și ascensiunea unor noi puteri nucleare: Polonia, Turcia și Japonia. Politologul scrie că SUA își vor disputa dominația cu Mexicul, care va experimenta o creștere economică și se va ajunge la tensiuni șil lupte cu insurgenții și separatiștii mexicani care vor dura și dincolo de secolul 22.  
- Pinguinii imperiali ar putea dispărea până în 2100 de la topirea calotelor glaciare din Antarctica, cauzată de creșterea temperaturilor globale. [12]
- Ghețarii din Himalaya s-ar putea topi în proporție de până la 80% din cauza creșterii temperaturilor. [13]
- Valurile periculoase de secetă se vor tripla în întreaga lume până în anul 2100. [14]
- Schimbările climatice ar putea distruge aproape toate habitatele recifelor de corali ale Pământului până în 2100. [15]
- 2115: Prima carte din proiectul „Future Library” va fi publicată la 100 de ani după ce a fost finalizată de autoarea Margaret Atwood.[16]
- 2115: „100 years” , un film de Robert Rodriguez și John Malkovich , va fi lansat la 100 de ani de la producția sa din 2015. Filmul a fost creat cu ajutorul producătorului de coniac,  Louis XIII. [17]
- 2117: O melodie intitulată „100 Years”, compusă de Pharrell Williams, care are legătură cu producția cinematografică „100 years”, va fi lansată. Cântecul a fost interpretat de Williams la o petrecere privată din Shanghai, China, în 2017.  Melodia a abordat problema încălzirii globale.   [18]
- 2100: Populația Africii va ajunge la 3,92 miliarde de oameni. [19] Cele mai populate orașe ale lumii vor fi cele din Africa: Lagos (Nigeria), Kinshasa (Republica Democratică Congo) și Dar Es Salaam (Tanzania).  [20].
- Un raport ONU susține că populația umană a planetei ar putea ajunge la 11,2 miliarde de locuitori, iar speranța medie de viață ar putea crește la 85 ani.  [21] Numărul locuitorilor din România ar putea scădea la 12 milioane. [22]
- 2200: Potrivit unui studiu publicat de Demographic Research, din 2100, oamenii ar putea trăi până la 130 ani.   [23]

### Secolul al XXIII-lea
- 2227–2247: Pentru prima dată din 1999, Pluto va fi mai aproape de Soare decât Neptun.
- 2240: Pe 16 septembrie, calendarul ebraic va ajunge la anul 6000, semnalând  posibila venire a Mesiei.
- 2265: Întoarcerea Marii Comete care nu a mai fost văzută din 1861.
- 2285: Pentru prima dată din 1818, Paștele va fi celebrat pe 22 martie.

### Secolul al XXIV-lea
- 2333: Se estimează că situl nuclear Dounreay va putea fi utilizat în siguranță în alte scopuri.[24]
- 2386: Dacă nu este repetat sau anulat în alt mod, Tratatul de la Windsor (1386) dintre Anglia și Portugalia, în prezent cea mai veche alianță militară încă în vigoare, va împlini o mie de ani.[25]
- 2391: Duminica Floriilor și Ziua Sfântului Patrick vor coincide pentru prima dată din 1940 încoace.[26][27]